# P (SAB)
P är ett signum i SAB.

## PTeknik,industriochkommunikationer
- P.0 Teknik: särskilda aspekter
  - P.01 Materialvetenskap
    - P.014 Hållfasthetslära
    - P.015 Korrosion

  - P.02 Mätteknik och mätinstrument
  - P.03 Maskiner och redskap
  - P.04 Tjänsteföretag
  - P.05 Industri
  - P.06 Hantverk och småindustri
  - P.07 Hemindustri
  - P.08 Energiförsörjning
    - P.081 Energi ur organiska bränslen
      - P.0811 Biomassa
      - P.0812 Olja och gas
      - P.0813 Kol

    - P.082 Vattenkraft
    - P.083 Vindkraft
    - P.084 Solenergi
    - P.085 Geotermisk energi
    - P.086 Kärnenergi och kärnteknik
      - P.0864 Fusionsenergi och fusionsreaktorer
      - P.0868 Avfallshantering

  - P.09 Amatör- och hobbyverksamhet
- Pa Teknisk fysik
  - Paa Teknisk akustik
    - Paae Elektroakustiska apparater
      - Paaeb Bandspelare
      - Paaec Grammofoner
      - Paaeh Högtalare

  - Pab Teknisk optik
    - Pabl Laserteknik

  - Pac Teknisk värmelära
- Pb Maskinteknik
  - Pba Maskinelement
    - Pbaa Fästdetaljer
    - Pbab Transmission
    - Pbac Lager, axlar, tappar m.m.
    - Pbad Servomekanismer

  - Pbb Värmemaskiner
    - Pbba Ångmaskiner
    - Pbbb Förbränningsmotorer
    - Pbbö Övriga värmemotorer

  - Pbc Vattenturbiner och pumpar
    - Pbca Vattenturbiner
    - Pbcb Pumpar

  - Pbd Vindkraftverk
  - Pbe Transportanordningar
  - Pbf Kylteknik, tryckluftteknik och luftpumpar
    - Pbfa Kylteknik
    - Pbfb Tryckluftteknik och luftpumpar
- Pc Elektroteknik
  - Pca Elkraftverk
  - Pcb Elektrisk kraftöverföring
  - Pcc Elektriska maskiner
  - Pcf Elektriskt ljus
  - Pcg Elektrisk värmeteknik
  - Pch Teknisk elektrokemi
  - Pci Elektronik
    - Pcia Elektriska kretsar
    - Pcib Elektriska komponenter
    - Pcic Optronik
    - Pcid Röntgenteknik
    - Pcif Mikrovågselektronik
    - Pcig Mikroelektronik

  - Pcj Radio- och teleteknik
    - Pcja Telegrafi
    - Pcjb Telefoni
    - Pcjc Radioteknik
    - Pcjd Television
- Pd Bergsbruk
  - Pda Prospektering och mineralutvinning
    - Pdaa Prospektering
    - Pdab Mineralutvinning
    - Pdac Anrikning

  - Pdb Metallurgi
    - Pdba Järnets metallurgi
    - Pdbb Övriga metallers metallurgi
    - Pdbc Metallografi
- Pe Metallbearbetning och metallindustri
  - Pea Gjutning
  - Pec Bearbetning och formning
  - Ped Värme- och köldbehandling
  - Pee Svetsning, skärning, lödning och limning
    - Peea Svetsning
    - Peeb Skärning
    - Peec Lödning
    - Peed limning

  - Peg Ytbehandling
  - Peh Metallprodukter
  - Pej Metallmanufaktur och smideshantverk
  - Pel Finmekanik
    - Pelk Urmakeri
- Pf Stenindustri
- Pg Glas, keramik och porslin
  - Pga Glasindustri
  - Pgb Keramik och porslin
- Ph Träindustri
  - Pha Virkesframställning
  - Phc Lagring av virke
  - Phd Träbearbetning
  - Phh Träprodukter
  - Phi Finsnickeri
  - Phj Kork och korkprodukter
- Pi Massa- och pappersindustri
  - Pia Cellulosa- och pappersmasseindustri
  - Pib Papper och papp
  - Pic Pappersprodukter
- Pj Textil- och beklädnadsindustri
  - Pja Textil- och konstfiberindustri
    - Pjaa Bast (material)fibrer
    - Pjab Fröhårsfibrer
    - Pjac Hårfibrer
    - Pjad Silke och konstfiber

  - Pjb Textilkemi
    - Pjba Textilfärgning

  - Pjc Beklädnadsvaror
  - Pjd Övriga textilprodukter
- Pk Läder- och pälsvaruindustri
  - Pka Läderbearbetning
  - Pkb Pälsberedning
  - Pkc Skor och andra lädervaror
- Pl Övriga produkter
  - Plb Leksaker
  - Plc Halm- och hårarbeten m.m.
- Pm Kemiteknik och kemisk industri
  - Pma Bränslen och sprängämnen
    - Pmaa Bränslen
    - Pmab Sprängämnen

  - Pmb Livsmedel och njutningsmedel
    - Pmba Drycker och njutningsmedel
      - Pmbaa Drycker och bryggerinäring
        - Pmbaab Vin och öl
        - Pmbaac Destillerade drycker

      - Pmbab Tobaksvaror

    - Pmbb Livsmedel
      - Pmbba Livsmedelstillsatser m.m.
      - Pmbbb Socker och sockerprodukter
      - Pmbbc Spannmål och spannmålsprodukter
      - Pmbbd Frukt och grönsaker
      - Pmbbe Ägg och mejeriprodukter
      - Pmbbf Fisk
      - Pmbbg Kött

  - Pmc Läkemedel och kosmetika
    - Pmca Läkemedel
    - Pmcb Kosmetika

  - Pmg Oljor, fetter och vaxer
  - Pmh Färger och lacker
  - Pmi Gummi och plaster
    - Pmia Gummiarter och -produkter
    - Pmib Plaster och plastindustri

  - Pmö Övrig kemisk-teknisk industri
- Pn Fotografi och filmteknik
  - Pna Fotografi
    - Pnaa Fotografisk utrustning och apparatur
    - Pnac Mörkrumsteknik
      - Pnaca Färgfilm

    - Pnad Färgfotografi
    - Pnae Fotografering under speciella förhållanden
    - Pnaf Fotografering av speciella motiv

  - Pnb Filmteknik, TV- och videofotografering
    - Pnba Filmkameror
    - Pnbb Klippning och redigering
    - Pnbc Filmprojektion
    - Pnbd Speciella filmtekniker
      - Pnbdb Färgfilm
      - Pnbdd Ljudfilm
      - Pnbdg Animerad film

    - Pnbf TV- och videofotografering

  - Pnd Vetenskapligt och tekniskt fotografi
  - Pny Restaurering och konservering
- Po Tryckteknik och bokbinderi
  - Poa Tryckteknik
    - Poab Sättning
    - Poac Tryckförfaranden

  - Pob Bokbinderi
- Pp Byggnadsteknik, byggnadsproduktion, teknisk hygien
  - Ppa Anläggning
  - Ppb Husbyggnad
  - Ppc Väg- och vattenbyggnad
  - Ppd Teknisk hygien, vatten och avlopp, värmeförsörjning
- Pr Transport
  - Pra Landsvägsfordon och landsvägstrafik
    - Praa Icke motordrivna fordon
    - Prab Motorfordon
    - Prad Vägtrafik

  - Prb Järnvägar och spårvägar
    - Prb.09 Modelljärnvägar
    - Prba Rälsfordon
    - Prbd Järnvägs- och spårvägstrafik

  - Prc Fartyg och sjöfart
    - Prc.09 Fartygsmodeller
    - Prca Skeppsbyggnad
      - Prcaa Skrovkonstruktioner
      - Prcab Båtmotorer
      - Prcac Hjälpmaskiner
      - Prcad Manöverorgan och instrument

    - Prcb Fartyg: särskilda typer
      - Prcda Segelfartyg
      - Prcdb Passagerarfartyg
      - Prcdc Lastfartyg
      - Prcdd Övriga fartygstyper

    - Prcc Fritidsbåtar
      - Prcca Segelbåtar
      - Prccb Motorbåtar
      - Prccd Kanoter och roddbåtar

    - Prcd Sjöfart
      - Prcda Navigation, manövrering och sjömanskap
        - Prcdak Knopar och splitsar

      - Prcdc Lots- och fyrväsen
      - Prcdd Sjöräddning, bärgning och dykeri
        - Prcddh Haverier
        - Prcddi Vrak

    - Prco Offshore-teknik

  - Prd Luft- och Rymdfarkoster
    - Prd.09 Modellflyg
    - Prda Luftballonger och Luftskepp
    - Prdb Flygplan
      - Prdba Flygplanskonstruktion
        - Prdbaa Flygmotorer
        - Prdbab Manöverorgan och instrument

      - Prdbb Särskilda kategorier och typer
        - Prdbba Segelflygplan, glidflygplan och fallskärmar
        - Prdbbc Helikoptrar
        - Prdbbd Propellerflygplan
        - Prdbbf Jetflygplan och raketflygplan
        - Prdbbl Flygplan för särskilda ändamål

    - Prde Rymdteknik och rymdfart
      - Prdea Jordsatelliter
      - Prdeb Månfärd
      - Prdec Interplanetära rymdfärder

  - Prf Svävare och amfibiefordon
  - Prt Transportväsen
    - Prtg Godstransporter
    - Prtp Persontransporter
- Ps Brandteknik och brandväsen
- Pt Patentbeskrivningar
- Pu Datorer och databehandling
  - Pua Datorer och datorsystem
    - Puaa Superdatorer
    - Puab Stordatorer och minidatorer
    - Puac Mikrodatorer
    - Puaf Centralenheter
    - Puag Minnen
    - Puah Kringutrustning

  - Pub Databehandling
    - Puba Systemutveckling
    - Pubb Programmering
      - Pubbz Programspråk

    - Pubd Program och system
      - Pubdb Operativsystem
      - Pubdd Kompilatorer
      - Pubdh Databassystem
      - Pubds Säkerhet och integritet

  - Puc Datanät och datakommunikation
    - Pucb Internet
      - Pucba Protokoll
      - Pucbb Programmering och redigering
      - Pucbc Sökning

  - Pud Artificiell intelligens
  - Pue Bildbehandling
    - Puea Bildanalys
    - Pueb Datorgrafik

  - Puf Multimedia
  - Puh CAD/CAM
  - Puo Datorers påverkan på samhället
    - Puoh Datorers påverkan på yrkeslivet